# Redfield (Arkansas)
Pour les articles homonymes, voir Redfield.
Redfield est une ville du comté de Jefferson (Arkansas), aux États-Unis. Elle est située à 24,7 milles (40 km) au sud-est de Little Rock.

## Urbanisme

### Voies de communication et transports

#### Transports publics

##### Transport ferroviaire
Elle est située sur l'Union Pacific Railway.

## Histoire

### Époque contemporaine
La localité est fondée à la suite du passage du chemin de fer dans la région,,. Elle est nommée en l'honneur de Jared Edgar Redfield,,. La municipalité est incorporée en octobre 1898.

## Population et société

### Démographie
| 1890 | 1900 | 1910 | 1920 | 1930 | 1940 | 1950 | 1960 |
| ---- | ---- | ---- | ---- | ---- | ---- | ---- | ---- |
| 400  | 333  | 278  | 296  | 350  | 339  | 291  | 242  |

| 1970 | 1980 | 1990  | 2000  | 2010  | - | - | - |
| ---- | ---- | ----- | ----- | ----- | - | - | - |
| 277  | 745  | 1 082 | 1 157 | 1 297 | - | - | - |